# Vielle-Tursan
Vielle-Tursan település Franciaországban, Landes megyében. Lakosainak száma 283 fő (2022. január 1.). Vielle-Tursan Aubagnan, Bats, Coudures, Fargues, Montsoué, Saint-Loubouer és Sarraziet községekkel határos.

## Népesség
A település népessége az elmúlt években az alábbi módon változott:
| Lakosok száma | 345  | 310  | 301  | 302  | 278  | 263  | 257  | 271  | 278  | 283  |
|               | 1968 | 1982 | 1990 | 2006 | 2013 | 2015 | 2017 | 2019 | 2020 | 2022 |